# Сидровая яблоня
Сидровая яблоня — это разновидность яблони, которая выращивается для получения плодов, используемых преимущественно для приготовления сидра. Сидровые яблоки отличаются от обычных столовых яблок тем, что они обладают высокой кислотностью и терпкостью, а также содержат больше танинов. Эти особенности делают их идеальными для производства ароматного и насыщенного напитка. Вот несколько ключевых характеристик сидровой яблони:
1. Плоды: Сидровые сорта дают мелкие, плотные плоды с толстой кожурой. Цвет яблок может варьироваться от зеленого до красного и коричневого оттенков.
2. Вкус: Яблоки имеют ярко выраженную кислинку и терпкость, иногда даже горчинку, что делает их непригодными для употребления в свежем виде.
3. Использование: Основное назначение таких яблок — производство сидра. Благодаря высокому содержанию сахаров и специфическому вкусу, эти яблоки идеально подходят для ферментации и создания разнообразных видов сидра.
4. Выращивание: Сидровыми яблоневыми садами часто занимаются специализированные хозяйства, ориентированные на производство сырья для сидродельческих предприятий. Уход за такими деревьями требует определенных знаний и опыта, так как условия выращивания могут отличаться от тех, что применяются при культивировании обычных плодовых сортов. Сидровые сады встречаются в различных регионах мира, включая Францию, Великобританию, США и Россию. В нашей стране такие сады пока не столь распространены, но интерес к производству качественного отечественного сидра растет, что способствует развитию этой отрасли.